# دیمیتری تیومکین
دیمیتری زینوویه‌ویچ تیومکین (به روسی: Дми́трий Зино́вьевич Тёмкин) (زادهٔ ۱۰ مهٔ ۱۸۹۴ – درگذشتهٔ ۱۱ نوامبر ۱۹۷۹) آهنگساز و رهبر ارکستر اهل روسیه بود.
او به‌خاطر ساخت موسیقی برای فیلم‌های وسترنِ هالیوودی شهرت فراوانی دارد. وی برندهٔ ۴ جایزه اسکار شد و ۲۲ بار نامزد دریافت آن بوده‌است. تیومکین از برجسته‌ترین آهنگسازان فیلم در دهه‌های میانیِ سدهٔ بیستم به‌شمار می‌آید.
دیمیتری تیومکین، در کنار ماکس اشتاینر، میکلوش روژا، و فرانتس واکسمن یکی از شناخته‌شده‌ترین سازنده‌های موسیقی متن فیلم در عصر طلایی هالیوود به‌شمار می‌آید.

## زندگی‌نامه
تیومکین در ۱۰ مه ۱۸۹۴ در اوکراین واقع در امپراتوری روسیه به دنیا آمد و در وطن خودش کار یادگیری نواختن سازهای مختلف را شروع کرد. در اوایل دهه بیست از استعدادهای هنری‌اش در زمینهٔ فعالیت‌های سیاسی استفاده کرد و در سال ۱۹۲۴، شوروی سابق را به مقصد برلین ترک کرد و به پدرش، که در آنجا کار طبابت می‌کرد، ملحق شد. یک سال بعد دیمیتری عازم آمریکا شد و در سال ۱۹۳۰ به همراه همسرش به هالیوود رفت تا رسماً کار به عنوان سازنده موسیقی متن فیلمهای سینمایی را شروع کند. دیمیتری در سال ۱۹۳۷ شهروند آمریکا شد.
تیومکین با وجود اینکه از موسیقی اروپای شرقی تأثیر شگرفی گرفته بود، خیلی راحت در دلِ هالیوود جا افتاد و در کنار فرانک کاپرا، موسیقی متن سه فیلم معروف او از جمله دو شاهکار او با جیمز استوارت یعنی «زندگی شگفت‌انگیز است» (۱۹۴۶) و «آقای اسمیت به واشینگتن می‌رود» (۱۹۳۹)، را به نحو احسن ساخت. همکاری او با فرد زینه‌مان در فیلم «ماجرای نیمروز» (۱۹۵۲) هم نتیجه درخشانی به بار آورد و او برای ساخت ترانه «آه عزیزم… فراموشم مکن» برندهٔ جایزهٔ اسکار بهترین ترانهٔ اریژینال شد.
بعدها که برای ساخت موسیقی متن فیلم «بلند بالا و متعالی» (۱۹۵۴) برنده جایزه اسکار شد، در حین سخنرانی‌اش از تمامی سازندگان موسیقی متن فیلم‌های سینمایی یادی کرد و خود را مدیون تمامی آنها دانست.
از آثار جاودانهٔ دیمیتری تیومکین در مقام سازندهٔ موسیقی متن می‌شود از فیلم‌هایی مثل «غول» (۱۹۵۶)، «جدال در او. کی. کرال» (۱۹۵۷)، «ریوبراوو» (۱۹۵۹)، «آلامو» (۱۹۶۰)، «توپ‌های ناوارون» (۱۹۶۱)، «۵۵ روز در پکن» (۱۹۶۳) و «سقوط امپراتوری روم» (۱۹۶۴) یاد کرد. تیومکین، که اولین موسیقی‌دانی بود که برای ساخت موسیقی متن یک فیلم و هم چنین ترانهٔ اریژینال همان فیلم { «ماجرای نیمروز»} برنده جایزه اسکار شد، در سال ۱۹۷۹ در شهر لندنِ انگلستان درگذشت اما نوای موسیقی سحرآمیزش همیشه برپاست.

## مرگ
دیمیتری تیومکین دو هفته پس از شکستگی لگن خود در اثر سقوط در لندن، انگلستان درگذشت. 

## بخش از فیلم‌شناسی
- آلیس در سرزمین عجایب
- افق گمشده
- آقای اسمیت به واشینگتن می‌رود
- پل سن لوئیس ری
- دیلینگر
- دوئل زیر آفتاب (۱۹۴۶)
- زیبای سیاه
- رودخانه سرخ
- قهرمان
- دی او ای
- سیرانو دو برژراک
- مردان
- چاه
- غریبه‌ها در قطار
- نیمروز
- دنیای سیرک
- بازگشت به بهشت
- ام را به نشانه مرگ بگیر
- ترغیب دوستانه (۱۹۵۶)
- غول
- باد وحشی است (۱۹۵۷)
- پیرمرد و دریا
- ریو براوو (فیلم) (۱۹۵۹)
- کوچ‌نشین‌ها
- نابخشوده
- توپ‌های ناوارون
- سقوط امپراتوری روم
- ۵۵ روز در پکن
- آخرین قطار گان هیل
- آقای اسمیت به واشینگتن می‌رود
- آلامو
- راه بازگشت
- اعتراف می‌کنم
- بیگانگان در ترن
- جدال در اوکی کرال
- چه زندگی شگفت‌انگیزی
- سایه یک شک
- کانادا پسیفیک
- ماه و شش پشیز
- متکبرها
- ملاقات با جان دو
- نمی‌توانی این را با خودت ببری